# アブラツツジ
アブラツツジ（油躑躅、学名：Enkianthus subsessilis）はツツジ科ドウダンツツジ属の落葉低木。

## 特徴
樹高は1-3 mになる。若い枝は赤褐色で無毛。葉は5個が枝先に集まって互生する。葉柄は長さ1-3 mmになり縮れた毛が散生する。葉身は倒卵形または楕円形で、長さ1.5-4 cm、幅0.8-2 cmになり、先端はややとがるか鈍く、下部はしだいに狭くなり葉柄に流れる。葉の表面はほとんど無毛か主脈上に短い軟毛が生え、裏面の主脈上に開出する細毛が生え、褐色の縮れた毛が混じることがある。先端に腺状突起があり、縁には先端が鉤状で短い毛状になる細鋸歯がある。
花期は5月中旬-6月下旬。枝先に長さ3-5 cmの総状花序をつけ、5-14個の花が長さ1-2 cmの花柄の先端に下垂してつく。花序軸には開出する短毛が密生する。萼は広鐘形で深く5裂し、裂片の先端はとがる。花冠は緑白色で、長さ4-5 mmあり、つぼ形で先端が狭まって浅く5裂し、裂片は反曲する。雄蕊は10本ある。果実は長さ2-3 mmの楕円状円形になる蒴果で下向きにつく。種子は長さ2 mmの長楕円形になり、なめらかで翼はない。

## 分布と生育環境
本州の中北部に分布し、山地の林縁や岩地に生育する。

## 下位分類
- ホソバアブラツツジ Enkianthus subsessilis (Miq.) Makino var. angustifolius H.Hatta et K.Yoshida - 葉が線形で、縁は先が縮れた毛になる細鋸歯になり、花冠は深く5裂する。秩父山地に分布する。